# Roller Coaster (chanson)
Pour les articles homonymes, voir Roller coaster.
Singles de Toni Braxton et Babyface
Where Did We Go Wrong?
(2014)
Roller Coaster est une chanson de la chanteuse Toni Braxton et du chanteur Babyface, sortie le 24 janvier 2014. La chanson est le 3e single, extrait de leur premier album en commun Love, Marriage and Divorce. La chanson est écrite et composée par Toni Braxton et Babyface.

## Composition
Roller Coaster  est un titre R&B qui traite des hauts et des bas dans un couple.

## Performance commerciale
La chanson atteint la 17e meilleure position du Adult R&B Songs chart.

## Vidéoclip
Il n'y a pas de vidéoclip.

## Pistes et formats
Téléchargement légal
1. Roller Coaster — 4:23

## Crédits
Informations issues et adaptées du livret de Love, Marriage and Divorce (Motown Records, 2014).
- Kenneth "Babyface" Edmonds : interprète principal, chœurs, auteur, compositeur, producteur, claviers, programmations
- Toni Braxton : interprète principale, chœurs

- Paul Boutin : enregistrement et mixage
- Antonio Dixon : auteur, compositeur, claviers, percussions, programmations
- Daryl Simmons : auteur, compositeur, chœurs, producteur vocal

## Classement hebdomadaire
| Billboard Top Adult R&B Charts | 17 |